# Ahmad Arissol
Ahmad Arrisol, né le 12 mai 1991 à Victoria, est un coureur cycliste seychellois.

## Palmarès et résultats

### Palmarès par année
- 2014
  -  Champion des Seychelles sur route
- 2015
  -  Champion des Seychelles sur route
  -  Champion des Seychelles du contre-la-montre
  -  Médaille de bronze du contre-la-montre par équipes aux Jeux des îles de l'océan Indien
- 2016
  -  Champion des Seychelles sur route
  - Mid-Year Tour[1] :
    - Classement général
    - 1re étape

  - 2e du championnat des Seychelles du contre-la-montre
- 2017
  - Season Opening Races[2]
- 2018
  - Fadi's Memorial Tour[3] :
    - Classement général
    - 1re et 2e (contre-la-montre) étapes
- 2019
  - 2e du championnat des Seychelles sur route
- 2022
  - 3e du championnat des Seychelles sur route
- 2023
  -  Champion des Seychelles du contre-la-montre[4]
  - 2e étape du Mini Tour Mahé (contre-la-montre)[5]
  - 2e du Mini Tour Mahé
  - 2e du championnat des Seychelles sur route

### Classements mondiaux
| Année           | 2017 | 2018 | 2019 |
| --------------- | ---- | ---- | ---- |
| UCI Africa Tour | 212e |      | 156e |